# Arpeggione
Arpeggione, wiolonczela gitarowa, gitara miłosna, gitaro-wiolonczela – dawny instrument muzyczny z grupy smyczkowych. Podobny do wiolonczeli, ale z gładko profilowaną talią w gruszkowatym pudle rezonansowym. Miał szeroką szyjkę wyposażoną w 24 metalowe progi, oraz 6 strun. Strojony był jak gitara: E, A, d, g, h, e1. Podczas gry trzymany był między kolanami, jak viola da gamba. Najbardziej znanym utworem skomponowanym dla arpeggione jest Sonata a-moll „Arpeggione” Franza Schuberta, od której instrument przyjął swoją nazwę.
Wg większości źródeł, arpeggione skonstruował w Wiedniu, w 1823 austriacki lutnik Johann Georg Staufer. Leksykon Grove Dictionary of Music and Musicians podaje również, że w tym samym roku, taki sam instrument zaprezentował węgierski lutnik Péter Teufelsdorfer, a Stauferowi mógł pomagać inny wiedeński lutnik – Johann Ertl. Cała trójka mogła inspirować się pracami konstruktora instrumentów z Bratysławy (wówczas noszącej nazwę Pressburg i pozostającej w granicach monarchii austro-węgierskiej) – Johanna Georga Leeba, który 20 lat wcześniej eksperymentował z gitarami smyczkowymi.
Instrument spotkał się początkowo z entuzjastycznymi reakcjami, ale wkrótce, z powodu ograniczonych możliwości wykonawczych, oraz zbyt ostrego, twardego brzmienia wyszedł z użycia. Do tego czasu wirtuozerię wykonawczą opanowali na nim m.in. Heinrich August Birnbach oraz Vincenz Schuster. Ten drugi był również autorem wydanej przez Antona Diabellego książki do nauki gry na arpeggione.
Do współczesności przetrwało kilka instrumentów Staufera, Leeba, Antona Mitteisa, Tomasza Pasamońskiego (polskiego lutnika z Krakowa), oraz kilka nieznanego autorstwa.